# Niels-Kristian Iversen
Niels-Kristian Iversen, född 20 juni 1982 i Esbjerg, är en dansk speedwayförare.

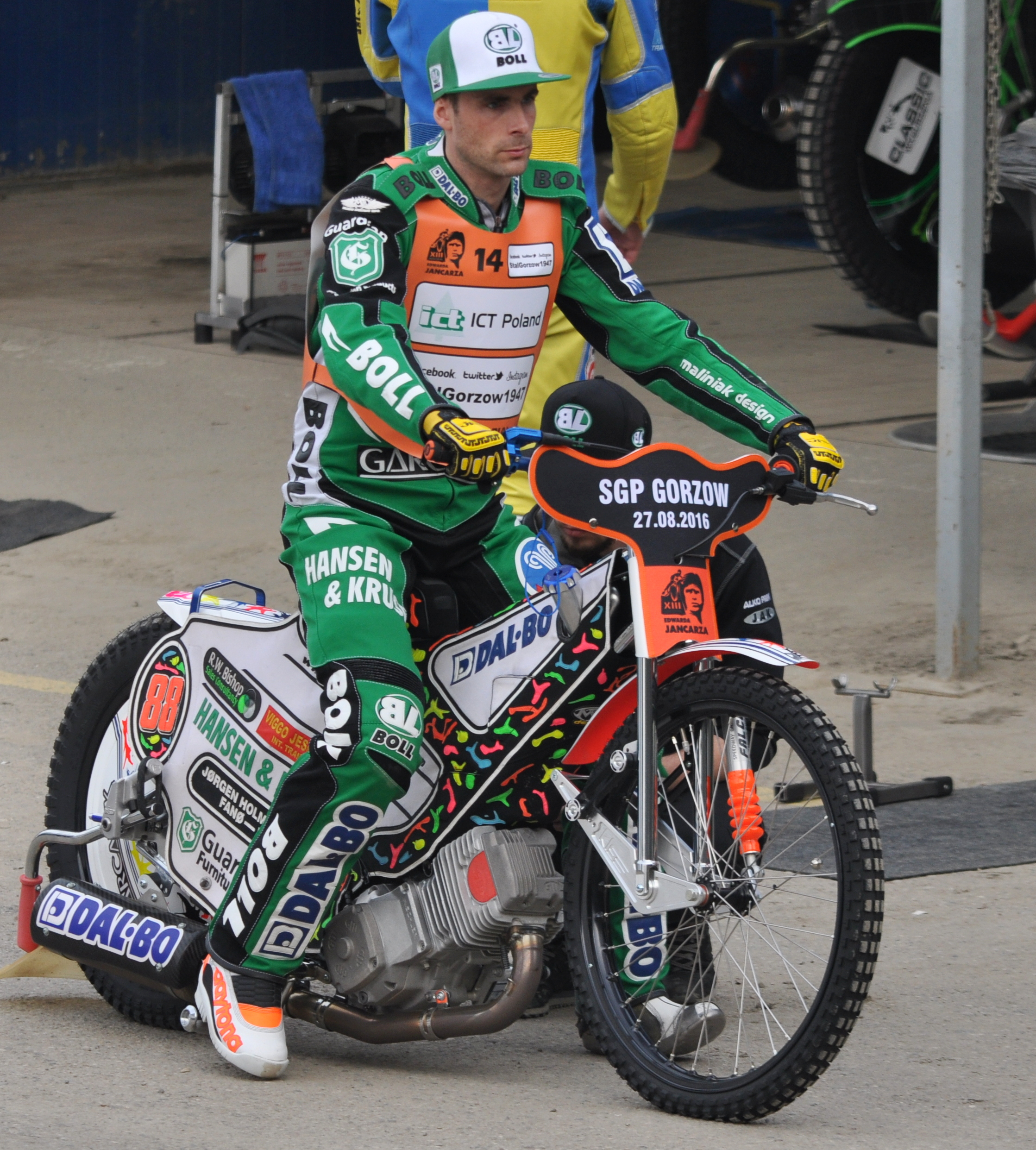

Niels-Kristian Iversen har sedan år 2010 kört för Indianerna speedway i Sverige.
Niels-Kristian Iversen, eller "PUK" som han brukar kallas, kom till Indianerna säsongen 2010 och körde år 2013 sin tredje säsong i klubben. 2014 var det klart att Iversen slutat i Indianerna och började i Dackarna, där han kör än idag (2015). Iversen har bland annat vunnit lag-SM-guld med Västervik och han har vunnit den brittiska ligan, den danska ligan och även två lag-VM-guld med det danska landslaget. Förra säsongen blev det serieseger och SM-silver för Iversen.

### Webbkällor
- https://archive.is/20130703154739/http://indianerna.nu/forarinfo.php?id=113
- https://web.archive.org/web/20130428034730/http://www.nielsiversen.com/index.php/profile